# Cepheia
Cepheia és un gènere d'aranyes araneomorfes de la família dels sinàfrids (Synaphridae). Fou descrit per primera vegada per Eugène Simon el 1894.
Segons el World Spider Catalog amb data de 13 de gener de 2019, només hi ha reconeguda una espècie, Cepheia longiseta. Va ser descrita per Simon el 1881 amb el nom de Theonoe longiseta. El 1894 Simon l'anomenà Cepheia longiseta. Viu al sud d'Europa.